# Paraguay a 2004. évi nyári olimpiai játékokon
Paraguay a görögországi Athénban megrendezett 2004. évi nyári olimpiai játékok egyik részt vevő nemzete volt. Az országot az olimpián 4 sportágban 23 sportoló képviselte, akik összesen 1 érmet szereztek.

## Érmesek
| Érem  | Versenyző | Sportág    | Versenyszám |
| ----- | --- | ---------- | ----------- |
| Ezüst | Nemzeti válogatott Diego Barreto Julio Manzur Carlos Gamarra José Devaca Celso Esquivel Aureliano Torres Ernesto Cristaldo Édgar Barreto Diego Figueredo Pablo Giménez José Cardozo Emilio Martínez Fredy Bareiro Pedro Benítez Julio César Enciso Julio González Osvaldo Díaz Rodrigo Romero | Labdarúgás | Férfi       |

## Atlétika
Férfi
| Versenyző      | Versenyszám | Előfutam | Előfutam | Előfutam | Negyeddöntő | Negyeddöntő | Negyeddöntő | Elődöntő | Elődöntő | Elődöntő | Döntő   | Döntő    |
| Versenyző      | Versenyszám | Idő      | Hely.    | Össz.    | Idő         | Hely.       | Össz.       | Idő      | Hely.    | Össz.    | Idő     | Helyezés |
| -------------- | ----------- | -------- | -------- | -------- | ----------- | ----------- | ----------- | -------- | -------- | -------- | ------- | -------- |
| Diego Ferreira | 100 m       | 10,50    | 5.       | 49.*     | kiesett     | kiesett     | kiesett     | kiesett  | kiesett  | kiesett  | kiesett | kiesett  |

Női
| Versenyző    | Versenyszám   | Selejtező | Selejtező | Döntő    | Döntő    |
| Versenyző    | Versenyszám   | Eredmény  | Helyezés  | Eredmény | Helyezés |
| ------------ | ------------- | --------- | --------- | -------- | -------- |
| Leryn Franco | Gerelyhajítás | 50,37 m   | 42.       | kiesett  | kiesett  |

* - egy másik versenyzővel azonos időt ért el

## Evezés
Férfi
| Versenyző   | Versenyszám  | Előfutam | Előfutam | Vigaszág | Vigaszág | Elődöntő | Elődöntő | Elődöntő | Döntő | Döntő   | Döntő | Helyezés |
| Versenyző   | Versenyszám  | Idő      | Hely.    | Idő      | Hely.    | Típus    | Idő      | Hely.    | Típus | Idő     | Hely. | Helyezés |
| ----------- | ------------ | -------- | -------- | -------- | -------- | -------- | -------- | -------- | ----- | ------- | ----- | -------- |
| Daniel Sosa | Egypárevezős | 7:52,50  | 5.       | 7:21,03  | 4.       | D/E      | 7:36,87  | 4.       | E     | 7:13,49 | 2.    | 26.      |

Női
| Versenyző      | Versenyszám  | Előfutam | Előfutam | Vigaszág | Vigaszág | Elődöntő | Elődöntő | Elődöntő | Döntő | Döntő   | Döntő | Helyezés |
| Versenyző      | Versenyszám  | Idő      | Hely.    | Idő      | Hely.    | Típus    | Idő      | Hely.    | Típus | Idő     | Hely. | Helyezés |
| -------------- | ------------ | -------- | -------- | -------- | -------- | -------- | -------- | -------- | ----- | ------- | ----- | -------- |
| Rocio Rivarola | Egypárevezős | 8:03,85  | 4.       | 7:57,77  | 4.       | C/D      | 8:05,92  | 5.       | D     | 7:57,36 | 3.    | 21.      |

## Labdarúgás

### Férfi
| #             | Név                  | Klub             | Születési idő                   | Mérkőzésszám | Gól     | Sárga lap | sárga lap · 2. sárga lap · kiállítva | kiállítva |
| Kapusok       | Kapusok              | Kapusok          | Kapusok                         | Kapusok      | Kapusok | Kapusok   | Kapusok                              | Kapusok   |
| ------------- | -------------------- | ---------------- | ------------------------------- | ------------ | ------- | --------- | ------------------------------------ | --------- |
| 1             | Rodrigo Romero       | Club Nacional    | 1982. november 8. (21 évesen)   | 0            | 0       | 0         | 0                                    | 0         |
| 18            | Diego Barreto        | Cerro Porteño    | 1981. július 16. (23 évesen)    | 6            | 0       | 0         | 0                                    | 0         |
| Védők         |                      |                  |                                 |              |         |           |                                      |           |
| 2             | Emilio Martínez      | Club Libertad    | 1981. április 10. (23 évesen)   | 4(1)         | 0       | 0         | 0                                    | 1         |
| 3             | Julio Manzur         | Club Guaraní     | 1981. június 22. (23 évesen)    | 6            | 0       | 3         | 0                                    | 0         |
| 4             | Carlos Gamarra (csk) | Club Olimpia     | 1971. február 17. (33 évesen)   | 6            | 0       | 2         | 0                                    | 0         |
| 5             | José Devaca          | Cerro Porteño    | 1982. augusztus 18. (21 évesen) | 2            | 0       | 0         | 0                                    | 0         |
| 6             | Celso Esquivel       | San Lorenzo      | 1981. március 20. (23 évesen)   | 4(2)         | 0       | 1         | 0                                    | 0         |
| 11            | Aureliano Torres     | Club Guaraní     | 1982. június 16. (22 évesen)    | 6            | 1       | 2         | 0                                    | 0         |
| 12            | Pedro Benítez        | Cerro Porteño    | 1981. március 23. (23 évesen)   | (1)          | 0       | 0         | 0                                    | 0         |
| 15            | Ernesto Cristaldo    | Cerro Porteño    | 1984. március 16. (20 évesen)   | 1(3)         | 0       | 1         | 0                                    | 0         |
| Középpályások |                      |                  |                                 |              |         |           |                                      |           |
| 8             | Édgar Barreto        | NEC Nijmegen     | 1984. július 15. (20 évesen)    | 6            | 0       | 1         | 0                                    | 0         |
| 10            | Diego Figueredo      | Real Valladolid  | 1982. április 28. (22 évesen)   | 5(1)         | 0       | 1         | 1                                    | 0         |
| 13            | Julio César Enciso   | Olimpia Asunción | 1974. augusztus 5. (30 évesen)  | 5            | 0       | 0         | 0                                    | 0         |
| 16            | Osvaldo Díaz         | Club Guaraní     | 1981. december 22. (22 évesen)  | 2(3)         | 0       | 0         | 0                                    | 0         |
| Csatárok      |                      |                  |                                 |              |         |           |                                      |           |
| 7             | Pablo Giménez        | Club Guaraní     | 1981. június 29. (23 évesen)    | 4(1)         | 1       | 0         | 0                                    | 0         |
| 9             | Freddy Bareiro       | Club Libertad    | 1982. március 23. (22 évesen)   | 4(2)         | 4       | 0         | 0                                    | 0         |
| 14            | Julio González       | Club Nacional    | 1981. augusztus 26. (22 évesen) | (4)          | 0       | 1         | 0                                    | 0         |
| 17            | José Cardozo         | Deportivo Toluca | 1971. március 14. (33 évesen)   | 5            | 5       | 0         | 0                                    | 0         |
| Edző          |                      |                  |                                 |              |         |           |                                      |           |
|               | Carlos Jara Saguier  | PAR              | 1956. augusztus 25. (47 évesen) |              |         |           |                                      |           |

- Kor: 2004. augusztus 11-i kora

#### Eredmények
B csoport 
| Csapat            | M | Gy | D | V | Rg | Kg | Gk | P |
| ----------------- | - | -- | - | - | -- | -- | -- | - |
| Paraguay (PAR)    | 3 | 2  | 0 | 1 | 6  | 5  | +1 | 6 |
| Olaszország (ITA) | 3 | 1  | 1 | 1 | 5  | 5  | 0  | 4 |
| Ghána (GHA)       | 3 | 1  | 1 | 1 | 4  | 4  | 0  | 4 |
| Japán (JPN)       | 3 | 1  | 0 | 2 | 6  | 7  | –1 | 3 |

| 2004. augusztus 12. 20:30 |

| Paraguay (PAR)                        | 4–3               | Japán (JPN)                                 |
| ------------------------------------- | ----------------- | ------------------------------------------- |
| Giménez 5' Cardozo 26' 37' Torres 62' | (3–1) Jegyzőkönyv | Ono 22' (11-esből) 53' (11-esből) Ókubo 81' |

| Kaftanzoglio Stadium, Szaloniki Nézőszám: 5 381 Játékvezető: Abd el-Fattáh (egyiptomi) |

| 2004. augusztus 15. 20:30 |

| Paraguay (PAR) | 1–2               | Ghána (GHA)          |
| -------------- | ----------------- | -------------------- |
| Gamarra 76'    | (0–0) Jegyzőkönyv | Tiero 81' Appiah 84' |

| Kaftanzoglio Stadium, Szaloniki Nézőszám: 1119 Játékvezető: Archundia (mexikói) |

| 2004. augusztus 18. 20:30 |

| Paraguay (PAR) | 1–0               | Olaszország (ITA) |
| -------------- | ----------------- | ----------------- |
| Bareiro 14'    | (1–0) Jegyzőkönyv |                   |

| Karaiskaki Stadium, Pireusz Nézőszám: 24 160 Játékvezető: Larsen (dán) |

Negyeddöntő
| 2004. augusztus 21. 21:00 |

| Paraguay (PAR)              | 3–2               | Dél-Korea (KOR)               |
| --------------------------- | ----------------- | ----------------------------- |
| Bareiro 19' 71' Cardozo 61' | (1–0) Jegyzőkönyv | I Cshonszu 74' 79' (11-esből) |

| Kaftanzoglio Stadium, Szaloniki Nézőszám: 4080 Játékvezető: Massimo de Santis (olasz) |

Elődöntő
| 2004. augusztus 24. 21:00 |

| Irak (IRQ) | 1–3               | Paraguay (PAR)              |
| ---------- | ----------------- | --------------------------- |
| Farhán 83' | (0–2) Jegyzőkönyv | Cardozo 17' 34' Bareiro 68' |

| Kaftanzoglio Stadium, Szaloniki Nézőszám: 6 213 Játékvezető: Poulat (francia) |

Döntő
| 2004. augusztus 28. 10:00 |

| Argentína (ARG) | 1–0               | Paraguay (PAR) |
| --------------- | ----------------- | -------------- |
| Tévez 16'       | (1–0) Jegyzőkönyv |                |

| Olimpiai Stadion, Athén Nézőszám: 41 116 Játékvezető: Vasszárasz (görög) |

| Csapat         | Helyezés |
| -------------- | -------- |
| Paraguay (PAR) |          |

## Úszás
Férfi
| Versenyző      | Versenyszám    | Előfutam | Előfutam | Előfutam | Elődöntő | Elődöntő | Elődöntő | Döntő   | Döntő    |
| Versenyző      | Versenyszám    | Idő      | Hely.    | Össz.    | Idő      | Hely.    | Össz.    | Idő     | Helyezés |
| -------------- | -------------- | -------- | -------- | -------- | -------- | -------- | -------- | ------- | -------- |
| Sergio Cabrera | 200 m pillangó | 2:06,15  | 4.       | 35.      | kiesett  | kiesett  | kiesett  | kiesett | kiesett  |